# Renfe Cercanías
Renfe Cercanías es una división comercial de la compañía ferroviaria pública española Renfe Viajeros, una de las sociedades de su matriz Renfe, especializada en la explotación de redes de cercanías, que unen diferentes puntos dentro de áreas metropolitanas de alta densidad poblacional mediante líneas de alta capacidad y frecuencia.

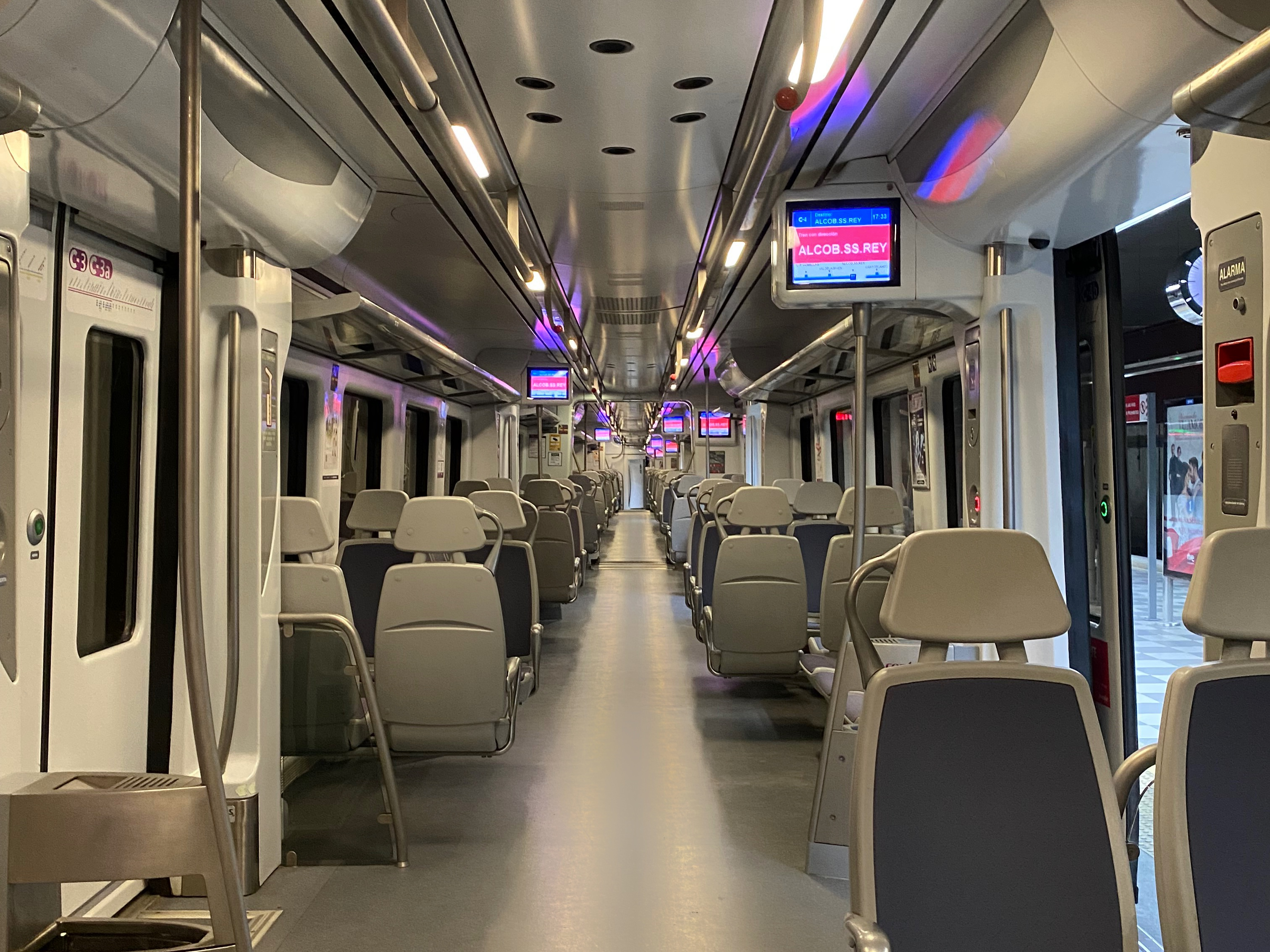
Interior de un Civia 465 de Cercanías Madrid con la iluminación interior en baja intensidad

Renfe Cercanías es la mayor de las dos divisiones de Renfe que, en la actualidad, operan este tipo de transporte, siendo la otra Renfe Cercanías AM. Cercanías ofrece la mayoría de sus servicios por trazados ferroviarios de ancho ibérico, pero opera también trazados de ancho métrico en Madrid, Bilbao, Asturias y Cantabria. En estos dos últimos, el ancho métrico es mayoría. Cercanías AM opera el resto de trazados de ancho métrico (AM), de donde proviene su denominación. Actualmente, Cercanías está presente en un total de 13 núcleos o redes suburbanas de España, ya sea como único operador o en conjunto con otros: Álava, Asturias, Bilbao, Cantabria, Cataluña (Barcelona, Tarragona, Gerona y Lérida), Cádiz, Madrid, Málaga, Murcia/Alicante, San Sebastián, Sevilla, Valencia y Zaragoza.
En aquellos núcleos ubicados en comunidades que cuentan con varias lenguas en cooficialidad, Renfe usa en sus trenes, cartelería de estaciones, folletos, títulos propios de transporte, etc. adaptaciones de la marca general/estatal en español a dichas lenguas cuando es preciso; así, manteniendo la estructura paraguas de las marcas de Renfe, los servicios reciben también el nombre de Renfe Rodalia en la Comunidad Valenciana (Murcia/Alicante y Valencia) y Renfe Aldiriak en el País Vasco (Álava, Bilbao y San Sebastián). En Cataluña, donde Renfe Cercanías es el principal operador de líneas en sus cuatro núcleos, pero donde el Ministerio de Transportes ya no detenta competencia alguna sobre la regulación del funcionamiento de los mismos (en favor del Departamento de Territorio de la Generalidad de Cataluña y organismos menores delegados por él), Renfe se ciñe al mandato de la administración autonómica también en materia de identidad corporativa, funcionando sus cercanías y regionales bajo la marca global Rodalies de Catalunya.

## Núcleos y grados de operación

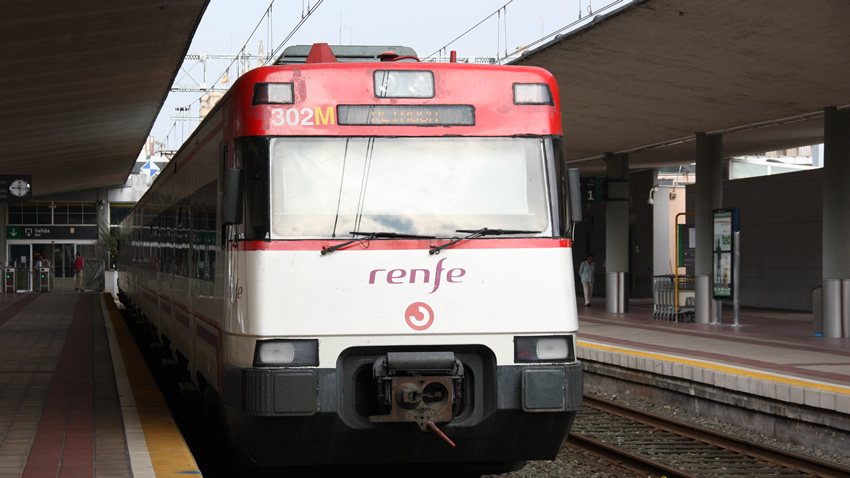
Una unidad de tren de cercanías operada por Renfe en Santander

Actualmente, Renfe Cercanías opera en exclusiva los núcleos de cercanías de  Álava, Asturias, Cádiz, Cantabria, Galicia, León, Madrid, Málaga, Sevilla y Zaragoza.  Está también presente, junto a otras compañías públicas autonómicas, en los núcleos de cercanías de Bilbao, Murcia/Alicante, San Sebastián, Cataluña y Valencia. En aquellas zonas donde no es el único operador de este modo de transporte, Renfe Cercanías tiene su propia red, al igual que los otros operadores, sin solapamiento alguno: no coopera con ellos en ninguna línea, ni comparte con ellos infraestructura. Cabe resaltar aquí que Renfe no opera hoy, ni ha operado en el pasado, ningún servicio de metro, ni por medio de la presente ni de ninguna otra división de la compañía, si bien ha manifestado en ocasiones su intención de involucrarse en la explotación de ese tipo de red.

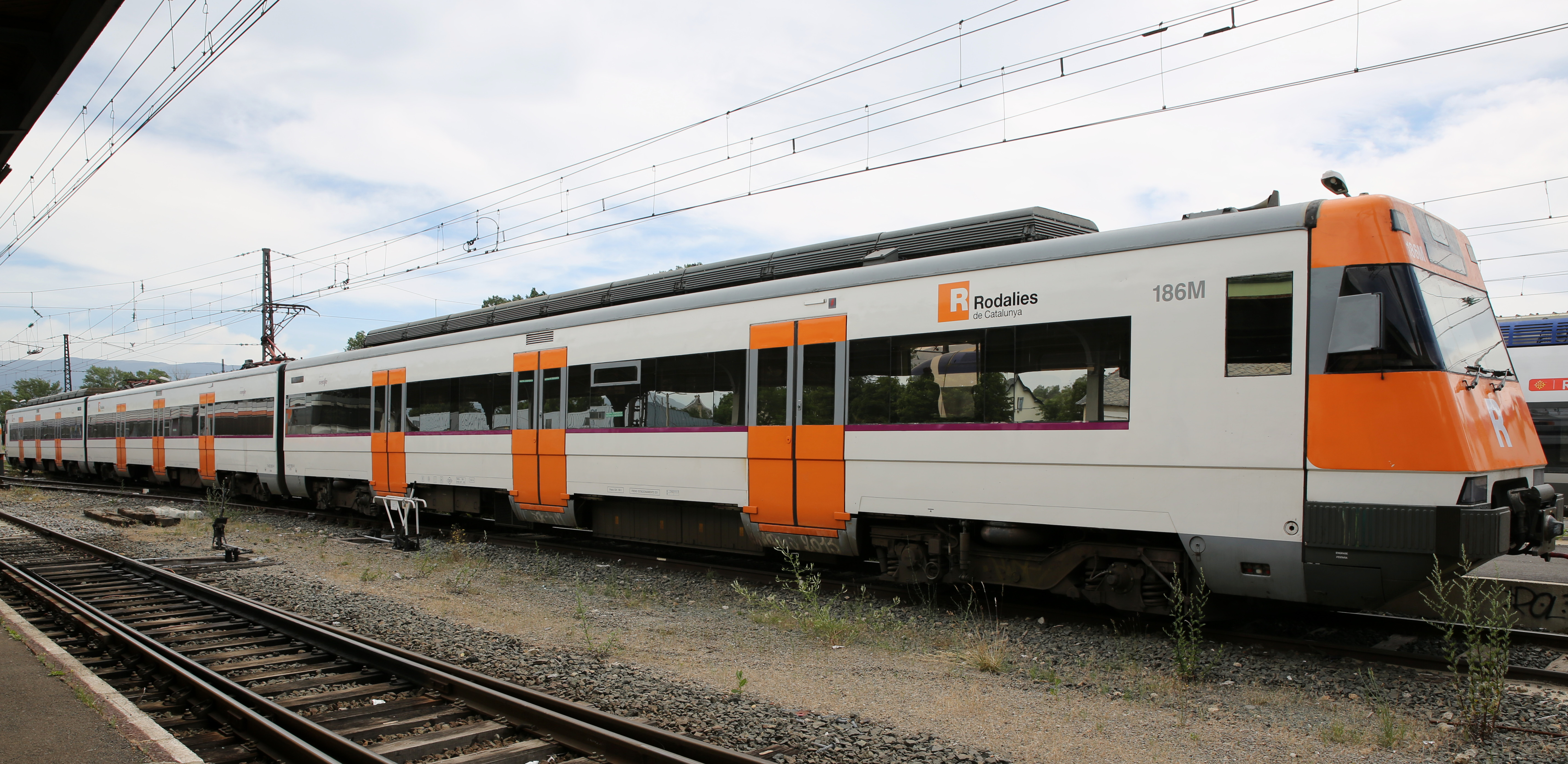
Una unidad 447 en Latour de Carol-Enveitg (Francia), logotipada con la imagen corporativa de Rodalies de Catalunya

Salvo en Cataluña y País Vasco, en todas las zonas en que esta división de Renfe está presente, el agente que desempeña la máxima autoridad de gestión de los servicios prestados por la compañía es el Ministerio de Transportes del Gobierno de España, pues, en ausencia de transferencias a las comunidades autónomas, fruto de la negociación y acuerdo entre la Administración autonómica correspondiente y la Administración General del Estado, es esta última quien, por defecto, detenta formalmente la iniciativa y la competencia exclusivas en materia de gestión de este tipo de servicios sobre la Red Ferroviaria de Interés General (RFIG), perteneciente a Adif. Por ello, Renfe, como empresa pública que depende del mismo Ministerio de Transportes, cuenta con amplia entidad, autonomía o poder gestor en casi todas las redes de cercanías a su cargo, lo cual es visible desde en aspectos triviales como la identidad corporativa/de marca empleada en ellas, hasta en otros más sustanciales, como la determinación de los precios y variedad de abonos de viaje disponibles o compatibles, la zonificación tarifaria, la elección de estaciones prioritarias y omisibles en los trayectos, la posibilidad de realizar transbordos sin recargo con otros medios de transporte prestados por terceros, o la propia planificación de horarios y frecuencias de paso de los trenes, entre otros ejemplos destacados.
En un número de núcleos cada vez mayor, existen organismos a nivel territorial (local, provincial o autonómico) que, auspiciados por los poderes públicos de la zona, ejercen también de autoridades de transporte en la misma, con niveles de poder o competencias variables sobre los distintos transportes públicos presentes en ella, en función de las circunstancias de cada caso. De ese modo, por medio de agentes del estilo del Consorcio de Transportes de Asturias (CTA) o la Autoridad Territorial del Transporte de Guipúzcoa (ATTG), las instituciones de ámbito subestatal han podido, en distinto grado, llegar a acuerdos de colaboración con empresas operadoras de transporte público multimodal en sus áreas de influencia (entre ellas, Renfe Cercanías) para alcanzar así logros como la oferta de títulos de transporte integrados (que permiten el trasbordo gratuito o bonificado entre diferentes modos), la reducción o unificación de tarifas de transporte, la adaptación de horarios y la puesta en marcha de servicios especiales en función de eventos de distinto carácter, etc.
Si bien en lo tocante a Renfe Cercanías no han resultado del todo imposibles acuerdos como esos durante las últimas décadas, sí lo han sido, por lo general, en mayor medida, o con mayor dificultad, que con otros operadores de titularidad municipal, provincial o autonómica. El Ministerio de Transportes, como autoridad máxima en estos supuestos, es siempre quien posee la última palabra en la toma de decisiones, y la capacidad de acuerdo entre las administraciones central y autonómica ha solido depender en gran medida de la coyuntura política en un contexto temporal dado. Con todo, los acuerdos que dichas instituciones regionales han podido alcanzar con Renfe Cercanías, en estas condiciones, han dado lugar a situaciones dispares en distintos lugares.
Como ejemplo paradigmático, puede mencionarse el caso de las redes de Renfe Cercanías en el País Vasco, que incluye el fracaso de Bilbao y el éxito de San Sebastián en materia de mapas de zonas, tarifas y descuentos: mientras que en Guipúzcoa, siguiendo el modelo de Madrid, la ATTG logró en 2019 integrar plenamente la única línea de cercanías de Renfe de la provincia en el sistema tarifario zonal unificado Mugi, en total igualdad con los demás operadores de transporte público del territorio, en Vizcaya, por el contrario, Renfe Cercanías aplica en su red su propio mapa de zonas tarifarias (que no es idéntico al definido por el CTB), no admite transbordos con otros modos de transporte, y solo permite viajar en tarifa ordinaria (la misma del billete ocasional en cartulina) salvo si se cuenta con abonos de ahorro multiviaje propios de Renfe; esta misma circunstancia aplica, de igual manera, a todos los servicios prestados por Cercanías AM en la misma provincia. Con todo, los gestionados por Renfe son los únicos medios de transporte de Vizcaya que carecen de tarifas reducidas/bonificadas Creditrans para usuarios de la tarjeta Barik. Con todo, a finales de 2022 la situación en Vizcaya es exactamente la misma que la de finales de 2013, cuando se introdujo por vez primera la posibilidad de viajar en los cercanías de Renfe mediante dicha tarjeta, sin que haya habido avance alguno en casi una década. El Gobierno Vasco, tras adquirir la competencia en 2025, manifestó su intención de integrar la red de Cercanías en Vizcaya.
En la actualidad, el caso concreto de Cataluña supone la única excepción notable a todo lo anterior. Hasta la entrada del año 2010, Renfe Cercanías operaba sus servicios en el núcleo denominado por entonces Cercanías Barcelona (en catalán, Rodalies Barcelona) de manera idéntica a como continúa haciéndolo en la mayoría de las otras redes locales en que está presente, poseyendo entes como la Autoridad del Transporte Metropolitano de Barcelona una capacidad de decisión relativamente limitada dentro del funcionamiento de la red en aquel momento. Dicho núcleo está formado por una vasta red ferroviaria suburbana (operada por FGC y Renfe) que, en el caso de las líneas servidas por Renfe, atiende principalmente a la capital catalana y a su provincia, y se extiende también a algunas poblaciones de Tarragona y Gerona, habiendo sido ampliada desde entonces. A partir del 1 de enero de 2010, en cambio, se hizo efectiva la transferencia a la Generalidad de Cataluña de la competencia completa de gestión de los servicios regulares de cercanías por vías de la RFIG dentro de dicha región, en aplicación del nuevo Estatuto de Autonomía de Cataluña, que amplía las competencias de esta Comunidad en materia de transporte que transcurre íntegramente dentro de su territorio, independientemente del titular de la infraestructura. De este modo, fue delegada en la administración autonómica únicamente la titularidad del servicio de transporte público en sí por dicha infraestructura, sin transferir la titularidad de la propia infraestructura, que no sufrió cambios en su catalogación de interés general y hoy en día continúa siendo gestionada por Adif.
Se dio así paso al nuevo sistema unificado de nombre Rodalies de Catalunya, que aspira a aglutinar bajo la misma denominación con la R todas las líneas de cercanías y regionales del territorio catalán, incluyendo aquellas del tipo cercanías operadas por la compañía autonómica Ferrocarriles de la Generalidad de Cataluña (FGC) que opera principalmente líneas suburbanas (S). No obstante, cabe mencionar que, debido a los derechos de Renfe sobre el uso comercial de la marca Rodalies, las redes de cercanías operadas por Renfe y FGC en dicha comunidad autónoma solo están visualmente integradas en lo que respecta a la nomenclatura/numeración de sus líneas, que siguen un mismo sistema y no se solapan; la marca Rodalies de Catalunya al completo, sin embargo, es empleada por el momento solo en aquellas líneas del sistema operadas por Renfe, siendo omitida en aquellas ofrecidas por FGC; es una situación que, se prevé, se mantenga mientras Renfe Cercanías retenga su concesión como operadora del servicio.
A continuación se muestran los núcleos de cercanías actuales:
| Comunidad autónoma          | Provincia                         | Núcleo de Cercanías       | Línea    | Origen                      | Destino                           |
| --------------------------- | --------------------------------- | ------------------------- | -------- | --------------------------- | --------------------------------- |
| Asturias                    | Asturias                          | Cercanías Asturias        |          | Gijón                       | Puente de los Fierros             |
| Asturias                    | Asturias                          | Cercanías Asturias        |          | Llamaquique                 | El Entrego                        |
| Asturias                    | Asturias                          | Cercanías Asturias        |          | Llamaquique                 | San Juan de Nieva                 |
| Asturias                    | Asturias                          | Cercanías Asturias        |          | Gijón                       | Cudillero                         |
| Asturias                    | Asturias                          | Cercanías Asturias        |          | Gijón                       | Laviana                           |
| Asturias                    | Asturias                          | Cercanías Asturias        |          | Oviedo                      | Infiesto                          |
| Asturias                    | Asturias                          | Cercanías Asturias        |          | San Esteban                 | Gijón                             |
| Asturias                    | Asturias                          | Cercanías Asturias        |          | Baíña                       | Collanzo                          |
| Cantabria                   | Cantabria                         | Cercanías Cantabria       |          | Santander                   | Reinosa                           |
| Cantabria                   | Cantabria                         | Cercanías Cantabria       |          | Santander                   | Cabezón de la Sal                 |
| Cantabria                   | Cantabria                         | Cercanías Cantabria       |          | Santander                   | Liérganes                         |
| Aragón                      | Zaragoza                          | Cercanías Zaragoza        |          | Zaragoza - Miraflores       | Casetas                           |
| Madrid                      | Madrid                            | Cercanías Madrid          |          | Aeropuerto T4               | Chamartín-Clara Campoamor         |
| Madrid                      | Madrid                            | Cercanías Madrid          |          | Guadalajara                 | Chamartín-Clara Campoamor         |
| Madrid                      | Madrid                            | Cercanías Madrid          |          | Aranjuez                    | Chamartín-Clara Campoamor         |
| Madrid                      | Madrid                            | Cercanías Madrid          |          | Parla                       | Alcobendas-SS de los Reyes        |
| Madrid                      | Madrid                            | Cercanías Madrid          |          | Parla                       | Colmenar Viejo                    |
| Madrid                      | Madrid                            | Cercanías Madrid          |          | Humanes/Fuenlabrada         | Móstoles-El Soto                  |
| Madrid                      | Madrid                            | Cercanías Madrid          |          | Alcalá de Henares           | Príncipe Pío                      |
| Madrid                      | Madrid                            | Cercanías Madrid          |          | Guadalajara                 | Sta María de la Alameda           |
| Madrid                      | Madrid                            | Cercanías Madrid          |          | Guadalajara                 | Cercedilla                        |
| Madrid                      | Madrid                            | Cercanías Madrid          |          | Cercedilla                  | Cotos                             |
| Madrid                      | Madrid                            | Cercanías Madrid          |          | Villalba                    | Chamartín-Clara Campoamor         |
| Andalucía                   | Sevilla                           | Cercanías Sevilla         |          | Lora del Río                | Lebrija                           |
| Andalucía                   | Sevilla                           | Cercanías Sevilla         |          | Sevilla Sta Justa           | Cartuja                           |
| Andalucía                   | Sevilla                           | Cercanías Sevilla         |          | Sevilla Sta Justa           | Constantina                       |
| Andalucía                   | Sevilla                           | Cercanías Sevilla         | Circular |                             |                                   |
| Andalucía                   | Sevilla                           | Cercanías Sevilla         |          | Jardines de Hércules        | Benacazón                         |
| Andalucía                   | Málaga                            | Cercanías Málaga          |          | Málaga                      | Fuengirola                        |
| Andalucía                   | Málaga                            | Cercanías Málaga          |          | Málaga                      | Alora                             |
| Andalucía                   | Cádiz                             | Cercanías Cádiz           |          | Cádiz                       | Aeropuerto de Jerez               |
| Andalucía                   | Cádiz                             | Cercanías Cádiz           |          | Las Aletas                  | Universidad                       |
| País Vasco                  | Álava                             | Cercanías Álava           |          | Miranda de Ebro             | Alsasua                           |
| País Vasco                  | Guipúzcoa                         | Cercanías San Sebastián   |          | Brinkola                    | Irun                              |
| País Vasco                  | Vizcaya                           | Cercanías Bilbao          |          | Bilbao                      | Santurtzi                         |
| País Vasco                  | Vizcaya                           | Cercanías Bilbao          |          | Bilbao                      | Muskiz                            |
| País Vasco                  | Vizcaya                           | Cercanías Bilbao          |          | Bilbao                      | Orduña                            |
| País Vasco                  | Vizcaya                           | Cercanías Bilbao          |          | Bilbao                      | Balmaseda                         |
| País Vasco                  | Vizcaya                           | Cercanías Bilbao          |          | Aranguren                   | Carranza                          |
| Murcia Comunidad Valenciana | Murcia Alicante                   | Cercanías Murcia/Alicante |          | Murcia del Carmen           | Alicante Terminal                 |
| Murcia Comunidad Valenciana | Murcia Alicante                   | Cercanías Murcia/Alicante |          | Murcia del Carmen           | Águilas                           |
| Murcia Comunidad Valenciana | Murcia Alicante                   | Cercanías Murcia/Alicante |          | Alicante Terminal           | San Vicente                       |
| Murcia Comunidad Valenciana | Valencia                          | Cercanías Valencia        |          | Valencia Nord               | Gandía                            |
| Murcia Comunidad Valenciana | Valencia                          | Cercanías Valencia        |          | Valencia Nord               | Moixenet                          |
| Murcia Comunidad Valenciana | Valencia                          | Cercanías Valencia        |          | Valencia Nord               | Utiel                             |
| Murcia Comunidad Valenciana | Valencia                          | Cercanías Valencia        |          | Valencia St Isidre          | L'Alter                           |
| Murcia Comunidad Valenciana | Valencia                          | Cercanías Valencia        |          | Valencia Nord               | Caudiel                           |
| Murcia Comunidad Valenciana | Valencia                          | Cercanías Valencia        |          | Valencia Nord               | Vinaroz                           |
| Cataluña                    | Barcelona                         | Rodalies de Catalunya     |          | Molins de Rey               | Massanet-Massanas                 |
| Cataluña                    | Barcelona                         | Rodalies de Catalunya     |          | Castelldefels               | Granollers Centro                 |
| Cataluña                    | Barcelona                         | Rodalies de Catalunya     |          | Aeropuerto                  | Massaent-Massanas                 |
| Cataluña                    | Barcelona                         | Rodalies de Catalunya     |          | San Vicente de Calders      | Estación de Francia               |
| Cataluña                    | Barcelona                         | Rodalies de Catalunya     |          | Hospitalet de Llobregat     | Puigcerdá/Latour de Carol-Enveitg |
| Cataluña                    | Barcelona                         | Rodalies de Catalunya     |          | San Vicente de Calders      | Manresa                           |
| Cataluña                    | Barcelona                         | Rodalies de Catalunya     |          | Cerdanyola Universitat      | Fabra i Puig                      |
| Cataluña                    | Barcelona                         | Rodalies de Catalunya     |          | Martorell Central           | Granollers Centro                 |
| Cataluña                    | Tarragona                         | Rodalies de Catalunya     |          | Tarragona                   | Reus                              |
| Cataluña                    | Tarragona                         | Rodalies de Catalunya     |          | Salou-Port Aventura         | Arbós                             |
| Cataluña                    | Lérida                            | Rodalies de Catalunya     |          | Lérida                      | Cervera                           |
| Cataluña                    | Lérida                            | Rodalies de Catalunya     |          | Tarrasa Estación del Norte  | Lérida Pirineos                   |
| Cataluña                    | Gerona                            | Rodalies de Catalunya     |          | Hospitalet de Llobregat     | Portbou                           |
| Cataluña                    | Tarragona Lérida Gerona Barcelona | Rodalies de Catalunya     |          | Barcelona Estació de França | Portbou                           |
| Cataluña                    | Tarragona Lérida Gerona Barcelona | Rodalies de Catalunya     |          | Barcelona Estació de França | Lérida Pirineos                   |
| Cataluña                    | Tarragona Lérida Gerona Barcelona | Rodalies de Catalunya     |          | Barcelona Estació de França | Lérida Pirineos                   |
| Cataluña                    | Tarragona Lérida Gerona Barcelona | Rodalies de Catalunya     |          | Barcelona Estació de França | Ribarroja de Ebro                 |
| Cataluña                    | Tarragona Lérida Gerona Barcelona | Rodalies de Catalunya     |          | Barcelona Estació de França | Tortosa/Ulldecona                 |
| Cataluña                    | Tarragona Lérida Gerona Barcelona | Rodalies de Catalunya     |          | Barcelona Estació de França | Salou-Port Aventura               |
| Castilla y León             | León                              | Cercanías Ancho Métrico   |          | León                        | Guardo Apeadero                   |
| Murcia                      | Murcia                            | Cercanías Ancho Métrico   |          | Cartagena                   | Los Nietos                        |
| Galicia                     | A Coruña                          | Cercanías Ancho Métrico   |          | Ferrol                      | Ortigueira                        |

## Material móvil
El material rodante empleado por Renfe, en su división Cercanías, para la oferta de servicios de este tipo, incluye el de las siguientes series:
| Serie               | Núcleos donde circula                 | Líneas en las que circula | Imagen |
| ------------------- | ------------------------------------- | ------------------------- | ------ |
| 446                 | Bilbao                                |                           |        |
| 446                 | Madrid                                |                           |        |
| 446                 | Sevilla                               |                           |        |
| 447                 | Cataluña (Barcelona, Lérida y Gerona) |                           |        |
| 447                 | Valencia                              |                           |        |
| 447                 | Álava                                 |                           |        |
| 447                 | San Sebastián                         |                           |        |
| 447                 | Cantabria                             |                           |        |
| 447                 | Murcia/Alicante                       |                           |        |
| 450/451             | Cataluña (Barcelona)                  |                           |        |
| 450/451             | Madrid                                |                           |        |
| Civia (463/464/465) | Asturias                              |                           |        |
| Civia (463/464/465) | Cataluña (Barcelona)                  |                           |        |
| Civia (463/464/465) | Cádiz                                 |                           |        |
| Civia (463/464/465) | Madrid                                |                           |        |
| Civia (463/464/465) | Málaga                                |                           |        |
| Civia (463/464/465) | Sevilla                               |                           |        |
| Civia (463/464/465) | Valencia                              |                           |        |
| Civia (463/464/465) | Zaragoza                              |                           |        |
| 592                 | Valencia                              |                           |        |
| 592                 | Murcia/Alicante                       |                           |        |
| 598                 | Sevilla                               |                           |        |
| 448                 | Cataluña (Tarragona)                  |                           |        |
| 470                 | Cataluña (Tarragona)                  |                           |        |

Para la red de Tarragona se utilizan trenes de las series 448 y 470 y para las redes de Gerona y Córdoba se utilizan trenes de las serie 447